# Alfa-amiláz
Az alfa-amiláz egy endo-amiláz keményítőbontó enzim. Az endo-amiláz enzim csak az alfa-D(1,4) kötéseket hasítja az amilózlánc belsejében.
Az enzim 4,5–8,0 pH-tartományon belül hatékony. Hőmérsékletoptimumára a 40–95 °C jellemző.

## Előfordulás
Növényi, állati sejtekben, valamint mikroorganizmusokban.
A következő mikrobákban fedezhető fel:
- Bacillus subtilis,
- Bacillus amyloliquefaceiens,
- Bacillus lichenformis,
- Bacillus stearothermophilus,

- Aspergillus niger,
- Aspergillus oryzae

Az emberi szervezetben a nyálmirigyek és a hasnyálmirigy termeli. A keményítő emésztésekor az utóbbinak van nagyobb jelentősége, mivel a táplálék csak rövid ideig tartózkodik a szájüregben, a gyomorban viszont az α-amiláz a savas közeg miatt inaktívvá válik.